# Duroia hirsuta
 (juillet 2018).
Si vous disposez d'ouvrages ou d'articles de référence ou si vous connaissez des sites web de qualité traitant du thème abordé ici, merci de compléter l'article en donnant les références utiles à sa vérifiabilité et en les liant à la section « Notes et références ».
Espèce
Statut de conservation UICN

 LC  : Préoccupation mineure
Duroia hirsuta est une espèce d'arbres myrmécophytes de la forêt amazonienne. C'est l'une des 37 espèces de Duroia, qui sont des arbustes ou des arbres formant la canopée de la famille des Rubiaceae, favorisant les fourmis (myrmécophilie). Ils s’étendent de l'Amérique centrale jusqu'au Nord du Mexique, le bassin amazonien, le plateau des Guyanes, la côte atlantique du Brésil et le plateau brésilien.
Un certain nombre d'espèces du genre Duroia, voire toutes, sont capables d'interagir biochimiquement, inhibant alors les plantes voisines. L'analyse des racines de Duroia hirsuta a permis de découvrir un puissant inhibiteur de croissance des plantes, un lactone iridoïde tétracyclique appelé plumericin en anglais, et un autre lactone iridoïde appelé duroin.
Ce processus, commun parmi les plantes, est appelé allélopathie. Dans le cas de Duroia hirsuta, l'action de l'inhibiteur chimique est complétée par l'intervention de fourmis de l'espèce Myrmelachista schumanni (en) qui résident dans l'arbre et jouent un rôle actif dans la destruction et la suppression de la croissance des plantes voisines. Leur jet d'acide formique permet aussi de défendre l'arbre contre les herbivores (d'autres espèces de fourmis possèdent les mêmes caractéristiques). Le sous-bois autour des arbres est souvent dépourvu de vie végétale, d'où le surnom de « jardin du diable ».

## Systématique
Le nom correct complet (avec auteur) de ce taxon est Duroia hirsuta (Poepp.) K.Schum..
L'espèce a été initialement classée dans le genre Amaioua sous le basionyme Amaioua hirsuta Poepp..
Duroia hirsuta a pour synonymes :
- Amaioua hirsuta Poepp.
- Duroia spraguei Wernham
- Schachtia dioica H.Karst.